# Station Roverud
Station Roverud is een station in Roverud in de gemeente Kongsvinger in fylke Innlandet  in  Noorwegen. Het station ligt aan Solørbanen die inmiddels gesloten is voor personenverkeer. Het station dateert uit 1895 en is een ontwerp van Paul Due.